# Mittenothamnium pseudoelegans
Mittenothamnium pseudoelegans är en bladmossart som beskrevs av Jules Cardot 1913. Mittenothamnium pseudoelegans ingår i släktet Mittenothamnium och familjen Hypnaceae. Inga underarter finns listade i Catalogue of Life.